# Brzostowica Mała (gmina)
Brzostowica Mała (1919 alt. Brzostowice Małe, 1933 Mała Brzostowica) – dawna gmina wiejska istniejąca do 1939 roku w województwie białostockim w Polsce (obecnie na Białorusi). Siedzibą gminy była Brzostowica Mała.

## Historia
W okresie międzywojennym gmina Brzostowica Mała należała do powiatu grodzieńskiego w województwie białostockim II RP. 16 października 1933 gminę Mała Brzostowica podzielono na 26 gromad: Bohdziuki, Brzostowica Mała, Chilaki, Daniłki, Dołbianki, Dzieniewicze, Ejsymonty Małe, Golnie, Kamionka, Koleśniki, Kończany, Kowale (wieś), Kowale (kolonia), Kurkieże, Milatycze, Olekszyce, Piotrowce, Podbogoniki, Półjanowicze, Pychowczyce, Sinki, Spudwiły, Szum, Wierzchowlany, Żukiewicze Duże i Żukiewicze Małe.
W wyniku napaści ZSRR na Polskę we wrześniu 1939 r. gmina znalazła się pod okupacją sowiecką. W pierwszych dniach po wkroczeniu wojsk sowieckich na terytorium Polski, na terenie gminy miało miejsce szczególne nasilenie mordów i grabieży. Ich ofiarami padali zamożniejsi mieszkańcy, urzędnicy, policjanci i żołnierze Wojska Polskiego (zazwyczaj Polacy), sprawcami natomiast były zbrojne grupy skomunizowanych chłopów i kryminalistów, działające z inspiracji ZSRR (zazwyczaj Białorusini i Żydzi).
2 listopada włączona do Białoruskiej SRR. 4 grudnia 1939 r. włączona do nowo utworzonego obwodu białostockiego. Od czerwca 1941 roku pod okupacją niemiecką. 22 lipca 1941 r. włączony w skład okręgu białostockiego III Rzeszy. W 1944 roku ponownie zajęty przez wojska sowieckie i włączony do obwodu grodzieńskiego Białoruskiej SRR.

## Demografia
Według tezy Alfonsa Krysińskiego i Wiktora Ormickiego, terytorium gminy wchodziło w skład tzw. zwartego obszaru białorusko-polskiego, to znaczy prawosławna ludność białoruska zamieszkiwała jedynie tereny wiejskie, zaś w większych miejscowościach dominowali Polacy.
Według spisu powszechnego z 1921 roku, gminę zamieszkiwało 4021 osób, w tym 2406 (60%) Polaków, 1582 (39%) Białorusinów, 19 Żydów, 12 Rosjan i 2 Rusinów.